# Fujimoto Chikara
Fujimoto Chikara (sinh ngày 31 tháng 10 năm 1977) là một cầu thủ bóng đá người Nhật Bản.

## Đội tuyển bóng đá quốc gia Nhật Bản
Fujimoto Chikara thi đấu cho đội tuyển bóng đá quốc gia Nhật Bản từ năm 2001.

## Thống kê sự nghiệp
| Đội tuyển bóng đá Nhật Bản | Đội tuyển bóng đá Nhật Bản | Đội tuyển bóng đá Nhật Bản |
| Năm                        | Trận                       | Bàn                        |
| -------------------------- | -------------------------- | -------------------------- |
| 2001                       | 2                          | 0                          |
| Tổng cộng                  | 2                          | 0                          |